# Nithard
Nithard (Neidhard, ur. ok. 790, zm. 844) – historyk frankoński.
Był nieślubnym synem opata Saint-Riquier Angilberta i córki Karola Wielkiego Berty.
Na prośbę swego kuzyna Karola Łysego napisał Historie synów Ludwika Pobożnego (De dissentionibus filiorum Ludovici pii libri quatuor), zawierającą tekst tzw. przysięgi strasburskiej, której był świadkiem. Innym jego dziełem jest Historiarum libri quattuor opisujące historię państwa Franków lat 814-843.
W 843 r. został (jako osoba świecka) opatem klasztoru Saint-Riquier. Poległ w bitwie.